# ستيفن إف. هايوارد
ستيفن إف. هايوارد (بالإنجليزية: Steven F. Hayward)‏ هو مؤلف وصحفي وكاتب العمود أمريكي، ولد في 16 أكتوبر 1958.

## وصلات خارجية
- ستيفن إف. هايوارد على موقع إن إن دي بي (الإنجليزية)